# 1935 en Colombie-Britannique
Chronologie de la Colombie-Britannique
- 1931
- 1932
- 1933
- 1934
- 1935
- 1936
- 1937
- 1938
- 1939

Cette page concerne des événements qui se sont produits durant l'année 1935 dans la province canadienne de Colombie-Britannique.

## Politique
- Premier ministre : Thomas Dufferin Pattullo.
- Chef de l'Opposition : Robert Connell du Parti social démocratique du Canada
- Lieutenant-gouverneur : John William Fordham Johnson
- Législature :

## Naissances
- 20 janvier à Comox  : Richard McClure, rameur canadien. Il participe aux Jeux olympiques d'été de 1956 dans l'épreuve du huit et remporte la médaille d'argent[1].

- 22 avril : Rita Johnston, première femme à être première ministre de la Colombie-Britannique.

- 10 octobre à Victoria : Mary Susan Wiggins , connue sous ne nom de scène Tudi Wiggins, morte le 19 juillet 2006 à l'âge de 70 ans à Gouverneur, État de New York est une actrice canadienne.